# Eurovision Song Contest 2011

Länder som deltog i finalen.
Länder som inte tog sig till final.
Länder som tävlat förut men inte deltog 2011.

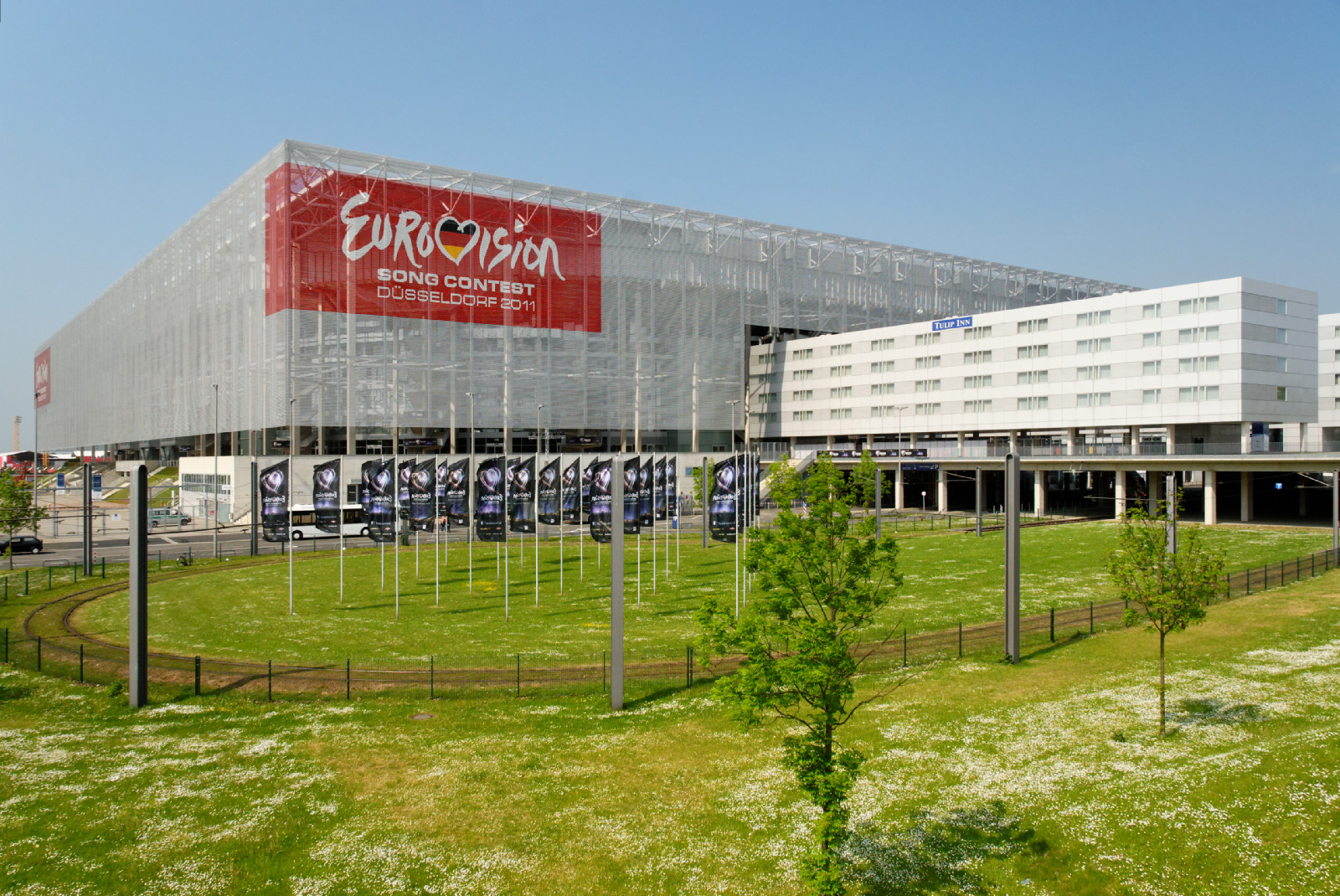
Esprit Arena, där ESC 2011 ägde rum.

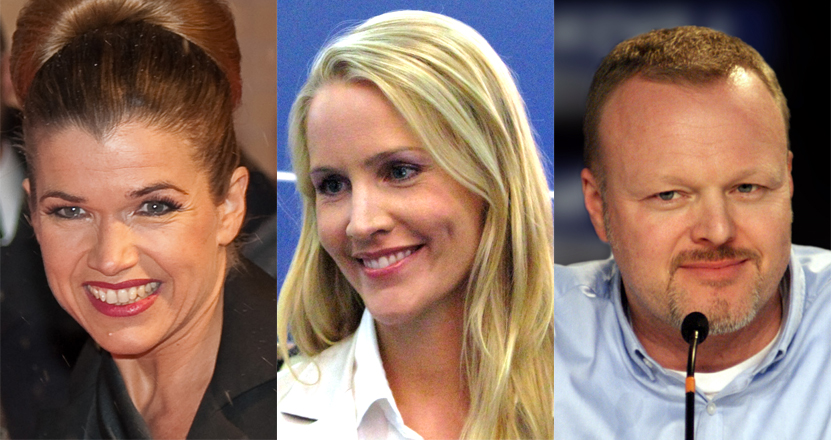
Programledarna Anke Engelke, Judith Rakers och Stefan Raab

Eurovision Song Contest 2011 var den 56:e upplagan av Eurovision Song Contest. Tävlingen hölls i Esprit Arena i Düsseldorf i Tyskland i och med Lena Meyer-Landruts vinst med låten "Satellite" i 2010 års final. Det var tredje gången som Tyskland stod som värd: de tidigare tillfällena var 1957 och 1983. Vinnare blev Azerbajdzjan med låten "Running Scared" framförd av Ell & Nikki (Eldar Qasımov och Nigar Dzjamal).
Semifinalerna sändes den 10 och 12 maj och finalen sändes den 14 maj. Programledare för sändningarna var Anke Engelke, Judith Rakers och Stefan Raab. 
De preliminära datumen för evenemanget sattes till den 17, 19 och 21 maj 2011, men den 30 juni 2010 ändrade sig EBU med anledning av att finalen av tyska cupen i fotboll skulle äga rum samma kväll. Samtidigt som man flyttade fram datumen för evenemanget bekräftades det också att vinnaren Lena Meyer-Landrut tävlar återigen för Tyskland. Det var tredje gången i Eurovisionens historia som vinnaren året före återkom som tävlande igen. De två tidigare gångerna var 1957 och 1958. Att Lena Meyer-Landrut återkom som tävlande gjorde att hon inte fick framträda med sin vinnarlåt från 2010 i inledningen av finalen. Dock bad NDR om tillstånd från EBU och med anledning av detta fick Meyer-Landrut framträda under slutet av låten, som till större delen framfördes av programledaren Stefan Raabs "Big Band".
Totalt tävlade 43 länder i Düsseldorf, lika många som i Eurovision Song Contest 2008. Detta då samtliga 39 länder som tävlade år 2010 återkom till 2011, samt att Italien, San Marino, Ungern och Österrike gjorde comeback i tävlingen igen. Slovakien meddelade under hösten 2010 sitt avhopp från tävlingen, men efter många om och men meddelade EBU, dagen innan semifinallottningen ägde rum, att Slovakien skulle ställa upp trots allt.
Den 17 januari lottades vilka länder som skulle tävla i respektive semifinal och den 15 mars hölls startordningslottningen. Senast den 14 mars skulle samtliga länder ha valt artist och bidrag, vilket alla länder hann med.

## Tävlingsupplägg
2011 års upplaga blev historisk för Tysklands del. Tyskland har tidigare fått stå som värd för Eurovisionen åren 1957 och 1983; dock var det i Västtyskland som tävlingen hölls båda gångerna. År 1956 hade de inte vunnit, men regeln om att vinnaren arrangerar tävlingen året efter hade då inte införts. Att det är historiskt berodde på att Tyskland blev det första "Big Five"-landet (tidigare Big Four) som vann tävlingen sedan det systemet infördes år 1999. 

EBU bestämde på ett möte i Belgrad den 28 augusti 2010 att endast "Big Four"-länderna Frankrike, Spanien, Storbritannien samt värdlandet Tyskland, skulle bli direktkvalificerade till finalen den 14 maj 2011. Detta då det inte finns någon regel som säger att fjolårstvåan blir direktkvalificerad om ett "Big Four"-land vinner. När Italien valde att återkomma till Eurovisionen igen, bestämde sig EBU för att låta dem bli en del av "Big Four", som då bytte namn till "The Big Five". 

### Värdstad och arena
Flera tyska städer visade under försommaren 2010 sitt intresse om att vara värd för Eurovision Song Contest 2011. NDR och EBU gjorde en lista över åtta tänkbara värdstadskandidater, vilka blev Berlin, Düsseldorf, Gelsenkirchen, Frankfurt am Main, Hannover, Hamburg, Köln och München. I slutet av augusti meddelade EBU att de tillsammans med NDR drog ned listan från åtta till fyra städer. Kvar var Berlin, Düsseldorf, Hamburg och Hannover. Den 25 september rapporterade flera tyska tidningar att det stod mellan Düsseldorf och Berlin, och den 12 oktober avslöjade EBU och NDR att tävlingen kommer att arrangeras i Düsseldorf. Tävlingsarena blev fotbollsarenan Esprit Arena, som tar emot ca 24 000 personer per semifinal och ca 35 000 personer vid finalen.

### Röstning
Precis som i 2010 års Eurovision Song Contest var det 50/50-röstning i semifinalerna och i finalen. Detta innebar att varje tävlande land hade en nationell jurygrupp (som bestod av fem personer inklusive juryordförande) samt telefonröstning. Resultaten lades sedan samman och de tio bidrag som fick högst poäng från jury och telefonröstare fick landets poäng enligt skalan 1-8, 10 och 12. I semifinalerna var det endast de länder som tävlade i den aktuella semifinalen som fick rösta. Dock hade den första semifinalen två och den andra semifinalen tre extraröstande länder, vilket ingår i "The Big Five".
För andra året i rad påbörjades röstningen precis före första landet framträdde, och avslutades cirka en kvart efter att sista landet sjungit. Till skillnad från tidigare år visades ingen nedräkningsklocka i bild i snabbgenomgångarna.

### Programledare
Den 27 november 2010 rapporterade den tyska tidningen Der Spiegel att det skulle bli Stefan Raab och Anke Engelke som skulle bli programledarna för ESC 2011. Först den 16 december bekräftade EBU att Raab och Engelke blev 2011 års programledare, men även Judith Rakers presenterades som den tredje programledaren. Rakers var även programledare för semifinalsdragningen.
I Tysklands låtuttagning för sin artist Lena Meyer-Landrut visade det sig att Stefan Raab har fått med tre bidrag i uttagningen. Skulle en av hans låtar blivit utvald att representera Tyskland skulle han varit tvungen att avsäga sitt uppdrag som programledare i ESC, eftersom det skulle orsaka en stor intressekonflikt, en så kallad jävsituation. EBU införde en regel efter 2008 års Eurovision att programledarna får inte ha varit med och komponerat landets eget bidrag.

## Större händelser kring Eurovisionen

### Frågetecken kring Slovakiens tävlan
I början av december 2010 meddelade Slovakiens nationella TV-bolag STV att man kommer att avstå tävlan från 2011 års tävling. Anledningen var att STV drabbats av ekonomiska svårigheter. Men den 31 december samma år meddelade EBU deltagarlistan över tävlande 2011 och av någon anledning fanns då Slovakien med på den listan. I och med detta skulle det vara 43 länder som kommer tävla i Düsseldorf, samma antal som i 2008 års tävling. I början av januari 2011 meddelade STV igen sitt avhopp på grund av ekonomiska problem, men dagen innan semifinalslottningen ägde rum meddelade EBU att Slovakien inte alls hoppat av utan kommer, trots de ekonomiska bekymren, ställa upp i Eurovisionen 2011. Anledningen till att STV ändrat sig var att man ville slippa betala böter för att ha hoppat av efter sista anmälningsdeadline.

### Italien återvände
Den 2 december 2010 beslöt italienska TV-bolaget RAI att skicka en representant till Eurovision Song Contest 2011. Därmed var Italien med i Eurovisionen igen efter 13 års uppehåll. Italien tävlade senast år 1997 och hade efter detta inte visat något större intresse av att deltaga igen. Det var först hösten 2010 som intresset kom tillbaka igen. Den 31 december 2010 meddelade EBU att Italien blivit en del av "Big Four", som i samband med det bytte namn till "The Big Five". Italien började sin comeback med att sluta på andra plats i finalen.

### Svante Stockselius avgick
Den 30 augusti 2010 meddelade Svante Stockselius att han skulle avgå som högsta chef för Eurovision Song Contest vid årsskiftet 2010/11. Den 20 november samma år gjorde han sin sista insats i Junior Eurovision Song Contest 2010. Han efterträddes den 1 januari 2011 av norrmannen Jon Ola Sand, som var chefsansvarig vid Norges arrangemang av 2010 års Eurovision Song Contest. Sand gjorde sitt första officiella framträdande som ny chef för Eurovisionen vid 2011 års lottning av semifinalernas deltagande länder.

### Belgiens a cappella-låt
Den 12 februari 2011 valde Belgien artist och bidrag, vilket blev gruppen Witloof Bay med låten "With Love Baby". Låten framförs a cappella, dvs. det finns ingen förinspelad instrumentalmusik utan gruppen sjunger och gör musikljuden själva. Detta är den andra låten i Eurovisionens historia som framförs på sådant sätt. Första gången en a cappellalåt tävlade i Eurovisionen var år 2006, då Lettland tävlade med gruppen Cosmos med bidraget "I Hear Your Heart", vilket slutade på sextonde plats av tjugofyra tävlande. Belgien gick dock inte vidare till finalen.

### Ny skandal i Ukraina
Precis som år 2010 uppdagades en ESC-skandal efter Ukrainas nationella final, som hölls den 26 februari. Direkt efter att finalen ägt rum meddelade en av jurymedlemmarna att hon ansåg att röstningen inte gått rätt till. Detta eftersom vinnaren fick 2 000 telefonröster, medan tvåan, Jamala, fick 6 000 telefonröster. Trots att tvåan fick flest röster vann hon inte tävlingen. Vidare meddelade vinnaren Mika Newton att hon inte var nöjd med sin låt och ville därför framföra en annan låt i Düsseldorf.
Kort efteråt meddelade Ukrainas nationella TV-bolag, NTU, att man skulle hålla en ny tävling mellan ettan, tvåan och trean (Mika Newton, Jamala och Zlata Ohnevytj) den 3 mars. Den 1 mars drog sig dock trean (Jamala) ur tävlingen. De två tävlande skulle då få sjunga samma låtar som de sjöng i den nationella finalen den 26 februari, men det var endast SMS-röster från unika telefonnummer som skulle avgöra finalens utgång. Dagen efter, den 2 mars, meddelade även tvåan Zlata Ohnevytj sitt avhopp, vilket gjorde att Mika Newton får representera Ukraina i Düsseldrof trots allt. NTU valde att Newton skulle sjunga sin vinnarlåt, fast på engelska istället för på ukrainska. Med låten Angels kom hon fyra i finalen.

### Låtstöldsanklagelser kring Danmarks bidrag
Danmarks tävlande bidrag "New Tomorrow", skriven av Lise Cabble och Jakob Glæsner, blev efter sin vinst i Dansk Melodi Grand Prix anklagad för låtstöld. Ett antal Eurovisionshemsidor beskrev att låten låter delvis lik Andreas Johnsons "Sing for Me", som deltog i Melodifestivalen 2006, den tyska musikgruppen Future Trance Uniteds låt "Face 2 Face" , Muccs låt "Yasashii uta" samt Take Thats "Shine". Glæsner kommenterade kritiken med att säga: "Sången är mycket populär i sitt uttryck och består i princip bara av fem toner. Det är oundvikligt att det inte påminner om en låt en redan har hört". Delvis på grund av kritiken, bekräftade bandet i intervjuer att de gjorde ändringar i låten före tävlan i Düsseldorf.

### Swahili i Eurovisionen
Norges bidrag "Haba Haba", som framfördes av sångerskan Stella Mwangi kom att sjunga låten delvis på swahili i Düsseldorf. Därmed blev det första gången en artist sjöng på det swahili eller ett östafrikanskt språk i Eurovision Song Contests över 50-åriga historia. "Haba Haba" var en av de stora förhandsfavoriterna men lyckades ändå inte ta sig till finalen. Landet slutade på sjuttonde plats av nitton tävlande.

### Teknikproblem i direktsändningen
Den första semifinalen kantades av teknikproblem, särskilt då samtliga kommentatorer tappade kontakten med tv-sändningen och sina egna nationella TV-kanaler. I den utsändning som Sveriges Television sände lyckades kommentatorerna Helene Benno och Edward af Silén att kommentera med hjälp av en inlånad telefon. Utöver detta visade det sig att de första bidragen i semifinalen hade dålig ljudsynkning under sina framföranden.

### Armenien och Turkiet missade finalplats
Precis som för Sverige 2010 blev det första gången som Armenien och Turkiet missade finalen. Detta då de inte blev kvalificerade bland topp 10 i den första semifinalen den 10 maj. Tvärtom blev det istället för Österrike som gick till final, för första gången sedan år 2004.

### Finalen prisad i German Awards 2011
Den 27 september meddelades de nominerade tyska tv-programmen till German Television Awards 2011. Bland de nominerade tv-programmen i kategorin "Bästa underhållningen" fanns bl.a. finalen av 2011 års Eurovision Song Contest med. Ceremonin ägde rum i Köln den 2 oktober 2011. Under själva prisudelningen vann ESC-finalen priset i kategorin "Bästa underhållningen".

## Tävlande länder

Tävlande länder i semifinal 1
Extraröstande länder i semifinal 1
Tävlande länder i semifinal 2
Extraröstande länder i semifinal 2

Precis som till år 2010 försökte Europeiska radio- och TV-unionen (EBU) få bland annat Italien, Luxemburg och Monaco att återkomma till tävlingen år 2011. Dock tackade flera tillfrågade länder nej såsom Andorra, Luxemburg, Monaco och Tjeckien att de inte kommer återkomma till 2011. Montenegro anmälde sig till ESC 2011 och hoppades att ha råd att deltaga, men den 23 december 2010 drog de tillbaka sin anmälan på grund av nationella TV-bolagets ekonomiska svårigheter. Liechtensteins nationella TV-bolag  1FLTV (1 Fürstentum Liechtenstein Television) skickade in sin ansökan till medlemskap i EBU i juli 2010, för att kunna få vara med och tävla i ESC 2011. EBU godkände inte deras ansökan och därmed kommer de inte kunna medverka i 2011 års tävling.

Fram till den 25 december 2010 kunde länder anmäla sig och/eller dra tillbaka sin anmälan om deltagande utan ekonomiskt straff. Den 31 december 2010 meddelade EBU att det skulle bli totalt 43 länder som kom att tävla. Detta då samtliga länder som tävlade år 2010 återkom till 2011 års tävling, samt att Italien, San Marino, Ungern och Österrike valt att återkomma till Eurovisionen igen efter ett antal års uppehåll. Italien hade inte tävlat sedan 1997, dvs. ett uppehåll på drygt tretton år. Den 17 januari hölls semifinalsdragningen och den 15 mars lottades startordningen för semifinalerna och finalen. Senast den 14 mars skulle samtliga länder ha valt artist och bidrag, vilket alla länder hann med

### Återkommande artister
Fem av de fyrtiotre tävlande länderna skickade en artist eller grupp som tidigare medverkat i Eurovision Song Contest. Två av dessa fem länder hade skickat en tidigare vinnare. De fem länderna var:
| Land                    | Artist                                                | Tidigare år                       | Placering (Vid tidigare tillfälle) | Placering 2011                |
| ----------------------- | ----------------------------------------------------- | --------------------------------- | ---------------------------------- | ----------------------------- |
| Bosnien och Hercegovina | Dino Merlin                                           | 1999                              | 7                                  | 6                             |
| Island                  | Gunnar Ólafsson (en av sångarna i Sigurjón's Friends) | 2001 (del av gruppen Two Tricky). | 22                                 | 20                            |
| Israel                  | Dana International                                    | 1998                              | 1                                  | Utslagen i semifinal 2 (15:e) |
| Moldavien               | Zdob și Zdub                                          | 2005                              | 6                                  | 12                            |
| Tyskland                | Lena Meyer-Landrut                                    | 2010                              | 1                                  | 10                            |

## Semifinalerna
38 av de 43 tävlande länderna i 2011 års Eurovision var tvungna att kvala genom en av de två semifinalerna som hölls den 10 respektive 12 maj. Det var endast "Big Five" som slapp kvala till finalen. Från varje semifinal gick de tio länder som fått högst antal poäng till finalen, i en kombination av jury- och telefonröster. Sammanlagt blev det alltså 20 av 38 länder som tog sig till finalen den 14 maj. Det var dock endast länderna som tävlade i den aktuella semifinalen, inklusive två eller tre "Big Five"-länder som fick rösta.
Israel meddelade tidigt under sommaren 2010 att man skulle bli tvungen att avstå deltagande år 2011 om landet blev lottade till den första semifinalen. Anledningen till detta var att Yom Hazikaron, en israelisk minnesdag, inföll samma dag som första semifinalen ägde rum. Denna religiösa högtid förbjuder israeler att arbeta, vilket omöjliggjorde scenframträdanden och andra Eurovisionsarbeten den dagen. Landets nationella TV-bolag IBA fick då tillstånd från EBU att bli direktlottade till semifinal 2, vilket gjorde att de medverkade i tävlingen trots allt.

### Semifinalsdragningen
Semifinalsdragningen hölls den 17 januari 2011, där man lottade om vilka semifinalländer som kommer att tävla i respektive semifinal, samt i vilken av de två semifinalerna som Big Five-länderna måste sända och rösta i. Innan dragningen delade EBU in de 38 länderna i sex grupper, baserade på geografiskt läge samt resultat från tidigare år. Detta har man gjort sedan 2008 för att det inte ska bli svågerpolitik i semifinalerna, dvs. att flera länder från samma område i Europa hamnar i samma semifinal och därmed kan de rösta på varandra. Det blev fjärde året i rad som man använder sig av detta lottningssystem, men det blev samtidigt det första året som man inte direktsände lottningen via en TV-sändning. Startordningen lottades den 15 mars. Lottningen kundes dock följas via Twitter.
| Grupp 1                                                                                      | Grupp 2                                                  | Grupp 3                                                                           | Grupp 4                                                            | Grupp 5                                                     | Grupp 6                                                           |
| -------------------------------------------------------------------------------------------- | -------------------------------------------------------- | --------------------------------------------------------------------------------- | ------------------------------------------------------------------ | ----------------------------------------------------------- | ----------------------------------------------------------------- |
| - Albanien - Bosnien och Hercegovina - Kroatien - Makedonien - Schweiz - Serbien - Slovenien | - Danmark - Estland - Finland - Island - Norge - Sverige | - Azerbajdzjan - Georgien - Israel - Moldavien - Ryssland - Ukraina - Vitryssland | - Armenien - Belgien - Cypern - Grekland - Nederländerna - Turkiet | - Irland - Lettland - Litauen - Malta - Portugal - Rumänien | - Bulgarien - Polen - San Marino - Slovakien - Ungern - Österrike |

### Semifinal 1
- Den första semifinalen sändes den 10 maj från Esprit Arena i Düsseldorf.
- De tio länder som fick högst antal poäng (i kombinerad jury- och telefonröstning) gick vidare till finalen den 14 maj.
- Spanien och Storbritannien var tvungna att sända och rösta i denna semifinal.
- Det land som från varje semifinalhalva blev framlottade först fick bestämma sitt eget startnummer, inom den halvan det blev invalt i vid semifinaldragningen. Dessa två länder blev Polen (första halvan) och Grekland (andra halvan)[18].
- EBU meddelade poäng och placeringar för samtliga länder först efter finalen var avklarad. Detta för att jurygrupperna och tittarna inte skulle bli påverkade i finalen utifrån vilka länder det gick bäst respektive sämst för, utan ha en neutral bild av hur det gick.
- Under semifinalen hade NDR flera tekniska problem, bl.a. att samtliga länders kommentatorer fick teknikavbrott och kunde därmed inte utsända något överhuvudtaget. Dessutom hade de första bidragen dåligt ljudsynk mellan mikrofon och musiken[53].
- Vid semifinaldragningen lottades det om vilka länder som kommer tävla i den första respektive andra halvan av semifinalen[52][48][18]. 
 Nedan listas de tävlande länderna i startordningen.

| Nr | Land         | Artist                           | Sång                  | Översättning | Språk              | Placering | Poäng |
| -- | ------------ | -------------------------------- | --------------------- | ------------ | ------------------ | --------- | ----- |
| 1  | Polen        | Magdalena Tul                    | Jestem                | —            | polska             | 19        | 18    |
| 2  | Norge        | Stella Mwangi                    | Haba Haba             | —            | engelska, swahili  | 17        | 30    |
| 3  | Albanien     | Aurela Gaçe                      | Feel the Passion      | —            | engelska, albanska | 14        | 47    |
| 4  | Armenien     | Emmy                             | Boom-Boom             | —            | engelska           | 12        | 54    |
| 5  | Turkiet      | Yüksek Sadakat                   | Live It Up            | —            | engelska           | 13        | 47    |
| 6  | Serbien      | Nina                             | Čaroban               | —            | serbiska           | 8         | 67    |
| 7  | Ryssland     | Alexej Vorobjov                  | Get You               | —            | engelska, ryska    | 9         | 64    |
| 8  | Schweiz      | Anna Rossinelli                  | In Love for a While   | —            | engelska           | 10        | 55    |
| 9  | Georgien     | Eldrine                          | One More Day          | —            | engelska           | 6         | 74    |
| 10 | Finland      | Paradise Oskar                   | Da Da Dam             | —            | engelska           | 3         | 103   |
| 11 | Malta        | Glen Vella                       | One Life              | —            | engelska           | 11        | 54    |
| 12 | San Marino   | Senit                            | Stand By              | —            | engelska           | 16        | 34    |
| 13 | Kroatien     | Daria Kinzer                     | Celebrate             | —            | engelska           | 15        | 41    |
| 14 | Island       | Sjonni's Friends                 | Coming home           | —            | engelska           | 4         | 100   |
| 15 | Ungern       | Kati Wolf                        | What About My Dreams? | —            | engelska, ungerska | 7         | 72    |
| 16 | Portugal     | Homens da Luta                   | A luta é alegria      | —            | portugisiska       | 18        | 22    |
| 17 | Litauen      | Evelina Sašenko                  | C'est ma vie          | —            | franska, engelska  | 5         | 81    |
| 18 | Azerbajdzjan | Ell & Nikki                      | Running Scared        | —            | engelska           | 2         | 122   |
| 19 | Grekland     | Loukas Giorkas feat. Stereo Mike | Watch My Dance        | —            | grekiska, engelska | 1         | 133   |

Det tio länder som kvalificerade sig till finalen avslöjades i följande ordning:
- Serbien
- Litauen
- Grekland
- Azerbajdzjan
- Georgien
- Schweiz
- Ungern
- Finland
- Ryssland
- Island

### Semifinal 2
- Den andra semifinalen sändes den 12 maj från Esprit Arena i Düsseldorf.
- De tio länder som fick högst antal poäng (i kombinerad jury- och telefonröstning) gick vidare till finalen den 14 maj.
- Frankrike, Italien och Tyskland var tvungna att sända och rösta i denna semifinal.
- Det land som från varje semifinalhalva blev framlottade först fick bestämma sitt eget startnummer, inom den halvan det blev invalt i vid semifinaldragningen. Dessa två länder blev Slovakien (första halvan) och Lettland (andra halvan)[18].
- EBU meddelade poäng och placeringar för samtliga länder först efter finalen var avklarad. Detta för att jurygrupperna och tittarna inte skulle bli påverkade i finalen utifrån vilka länder det gick bäst respektive sämst för, utan ha en neutral bild av hur det gick.
- Vid semifinaldragningen lottades det om vilka länder som kommer tävla i den första respektive andra halvan av semifinalen[52][48][18]. 
 Nedan listas de tävlande länderna i startordningen.

| Nr | Land                    | Artist               | Sång                  | Översättning | Språk                       | Placering | Poäng |
| -- | ----------------------- | -------------------- | --------------------- | ------------ | --------------------------- | --------- | ----- |
| 1  | Bosnien och Hercegovina | Dino Merlin          | Love in Rewind        | —            | engelska                    | 5         | 109   |
| 2  | Österrike               | Nadine Beiler        | The Secret Is Love    | —            | engelska                    | 7         | 69    |
| 3  | Nederländerna           | 3JS                  | Never Alone           | —            | engelska                    | 19        | 13    |
| 4  | Belgien                 | Witloof Bay          | With Love Baby        | —            | engelska                    | 11        | 53    |
| 5  | Slovakien               | TWiiNS               | I'm Still Alive       | —            | engelska                    | 12        | 49    |
| 6  | Ukraina                 | Mika Newton          | Angel                 | —            | engelska                    | 6         | 81    |
| 7  | Moldavien               | Zdob și Zdub         | So Lucky              | —            | engelska                    | 10        | 54    |
| 8  | Sverige                 | Eric Saade           | Popular               | —            | engelska                    | 1         | 155   |
| 9  | Cypern                  | Christos Mylordos    | San Aggelos S’agapisa | —            | grekiska                    | 18        | 16    |
| 10 | Bulgarien               | Poli Genova          | Na inat               | —            | bulgariska                  | 13        | 48    |
| 11 | Makedonien              | Vlatko Ilievski      | Rusinka               | —            | engelska, makedonska, ryska | 16        | 36    |
| 12 | Israel                  | Dana International   | Ding Dong             | —            | engelska, hebreiska         | 15        | 38    |
| 13 | Slovenien               | Maja Keuc            | No One                | —            | engelska                    | 3         | 112   |
| 14 | Rumänien                | Hotel FM             | Change                | —            | engelska                    | 4         | 111   |
| 15 | Estland                 | Getter Jaani         | Rockefeller Street    | —            | engelska                    | 9         | 60    |
| 16 | Vitryssland             | Anastasija Vinnikava | I Love Belarus        | —            | engelska                    | 14        | 45    |
| 17 | Lettland                | Musiqq               | Angel In Disguise     | —            | engelska                    | 17        | 25    |
| 18 | Danmark                 | A Friend In London   | New Tomorrow          | —            | engelska                    | 2         | 135   |
| 19 | Irland                  | Jedward              | Lipstick              | —            | engelska                    | 8         | 68    |

Det tio länder som kvalificerade sig till finalen avslöjades i följande ordning:
- Estland
- Rumänien
- Moldavien
- Irland
- Bosnien och Hercegovina
- Danmark
- Österrike
- Ukraina
- Slovenien
- Sverige

## Finalen
Finalen ägde rum 14 maj 2011 i Esprit Arena, Düsseldorf, Tyskland. De 25 finalisterna var:
- "The Big Five", alltså Frankrike, Italien, Spanien, Storbritannien och Tyskland[48]. (Dessa är markerade med '5Q')
- De tio länderna som fick högst antal poäng i semifinal 1. (Är markerade med 'SF1')
- De tio länderna som fick högst antal poäng i semifinal 2. (Är markerade med 'SF2')

Även i detta års Eurovision Song Contest var det en 50/50-röstning i finalen. Detta innebar att varje land hade en nationell jurygrupp samt telefon- och SMS-röster. Därefter kombinerades resultaten och varje land fick ut ett tredje resultat som sedermera används som landets slutresultat. Det blev det andra året i rad som man använde sig av 50/50-systemet i finalen. Mellan åren 1998 och 2008 användes endast jurygrupper i de fall då vissa länder inte kunde använda sig av telefonröster. När startordningen lottades i mars blev Spanien framlottat först och fick bestämma sitt eget startnummer.
De länder som gick vidare från semifinalerna lottade fram sina startnummer direkt efter att semifinalerna sänts.
EBU avslöjade inte före finalomröstningen i vilken ordning de 43 länderna skulle avlämna sina röster. Anledningen till detta var att, sedan jurygrupperna röstat kvällen före, placera länderna i den ordningen så att finalen skulle bli så spännande som möjligt från början till slut. Denna ordning har de senaste åren lottats fram i samband med lottningen av semifinalernas och finalens positioner, vilket det alltså inte gjordes denna gång. Hemligheten om hur länderna skulle rösta höll dock inte länge då det isländska tv-bolaget RÚV avslöjade röstordningen på finaldagen.
| Nr | Land                    | Artist                           | Sång                    | Översättning | Språk                | Placering | Poäng | Kval. |
| -- | ----------------------- | -------------------------------- | ----------------------- | ------------ | -------------------- | --------- | ----- | ----- |
| 1  | Finland                 | Paradise Oskar                   | Da Da Dam               | —            | engelska             | 21        | 57    | SF1   |
| 2  | Bosnien och Hercegovina | Dino Merlin                      | Love in Rewind          | —            | engelska             | 6         | 125   | SF2   |
| 3  | Danmark                 | A Friend In London               | New Tomorrow            | —            | engelska             | 5         | 134   | SF2   |
| 4  | Litauen                 | Evelina Sašenko                  | C'est ma vie            | —            | franska, engelska    | 19        | 63    | SF1   |
| 5  | Ungern                  | Kati Wolf                        | What About My Dreams?   | —            | engelska, ungerska   | 22        | 53    | SF1   |
| 6  | Irland                  | Jedward                          | Lipstick                | —            | engelska             | 8         | 119   | SF2   |
| 7  | Sverige                 | Eric Saade                       | Popular                 | —            | engelska             | 3         | 185   | SF2   |
| 8  | Estland                 | Getter Jaani                     | Rockefeller Street      | —            | engelska             | 24        | 44    | SF2   |
| 9  | Grekland                | Loukas Giorkas feat. Stereo Mike | Watch My Dance          | —            | grekiska, engelska   | 7         | 120   | SF1   |
| 10 | Ryssland                | Alexej Vorobjov                  | Get You                 | —            | engelska, ryska      | 16        | 77    | SF1   |
| 11 | Frankrike               | Amaury Vassili                   | Sognu                   | —            | korsikanska          | 15        | 82    | 5Q    |
| 12 | Italien                 | Raphael Gualazzi                 | Madness of Love         | —            | italienska, engelska | 2         | 189   | 5Q    |
| 13 | Schweiz                 | Anna Rossinelli                  | In Love for a While     | —            | engelska             | 25        | 19    | SF1   |
| 14 | Storbritannien          | Blue                             | I Can                   | —            | engelska             | 11        | 100   | 5Q    |
| 15 | Moldavien               | Zdob și Zdub                     | So Lucky                | —            | engelska             | 12        | 97    | SF2   |
| 16 | Tyskland                | Lena Meyer-Landrut               | Taken by a Stranger     | —            | engelska             | 10        | 107   | 5Q    |
| 17 | Rumänien                | Hotel FM                         | Change                  | —            | engelska             | 17        | 77    | SF2   |
| 18 | Österrike               | Nadine Beiler                    | The Secret Is Love      | —            | engelska             | 18        | 64    | SF2   |
| 19 | Azerbajdzjan            | Ell & Nikki                      | Running Scared          | —            | engelska             | 1         | 221   | SF1   |
| 20 | Slovenien               | Maja Keuc                        | No One                  | —            | engelska             | 13        | 96    | SF2   |
| 21 | Island                  | Sjonni's Friends                 | Coming home             | —            | engelska             | 20        | 61    | SF1   |
| 22 | Spanien                 | Lucía Pérez                      | Que me quiten lo bailao | —            | spanska              | 23        | 50    | 5Q    |
| 23 | Ukraina                 | Mika Newton                      | Angel                   | —            | engelska             | 4         | 159   | SF2   |
| 24 | Serbien                 | Nina                             | Čaroban                 | —            | serbiska             | 14        | 85    | SF1   |
| 25 | Georgien                | Eldrine                          | One More Day            | —            | engelska             | 9         | 110   | SF1   |

### Omröstningen
Omröstningen var en riktig rysare detta år, speciellt när 12-poängarna gick åt alla håll. Azerbajdzjan tog ledningen efter den första röstningsomgången. Efter andra omgången var delad förstaplats mellan Ukraina och Grekland. Omgången därpå blev det Danmark på 19 poäng, en poäng före just Ukraina och Grekland. Efter ytterligare en omgång blev det Storbritannien. Omgången därpå blev det återigen Grekland i och med att de fick 12 poäng från Cypern (vem annars) och det buades i arenan. De blev också först att ta ledningen efter mer än en omgång. Efter omgång 7 (av 43) blev det åter Azerbajdzjan. Efter de 10 första omgångarna fick ingen mer än en 12-poängare, och i topp 3 var det Ukraina i ledning, 49 poäng och delad tvåa Sverige och Grekland, 48 poäng. Men efter Islands röster i omgång 11 blev Danmark först att få den andra tolvan och Sverige var i ledning för första gången sedan 1999 års seger. Sverige började sakta dra i väg utan att behöva få en 12-poängare, men efter omgång 14 fick man inte poäng på tre länder (inklusive Sverige som inte kunde rösta på sig själv) och tappade därmed ledningen och Azerbajdzjan tog över. Sedan växlades det mellan Azerbajdzjan och Sverige, men det var Sverige som ledde efter att ha kommit halvvägs i omröstningen.
När andra halvan började var det helt ovisst om vem som skulle ta hem segern. Det stod mellan fyra länder: Azerbajdzjan, Sverige, Ukraina och Bosnien & Hercegovina. Efter Rumäniens röster i omgång 30, då drog dock Azerbajdzjan ifrån och segern blev sedan aldrig hotad.
När andra halvan började fick Sverige fåtals poäng och tappade då och då till fjärde plats, men på slutet kom de tillbaka till andraplatsen tack vare bl.a. två 12-poängare i rad. I början av omröstningen låg Italien i botten och det tog 5 omgångar innan de spräckte nollan och under hela omröstningen klättrade de sakta uppåt och efter den allra sista röstningsomgången gick de om Sverige och parkerade på andraplatsen.

### 12-poängare
Nedan följer listan på de finalländer som fick finalens högsta poäng, 12 poäng. Värt att notera är att 20 av de 25 tävlanden i finalen fick minst en 12-poängare. De enda länder som fick inga 12-poängarna alls var Estland, Ryssland, Schweiz, Tyskland och Serbien.
| Antal | Tävlande land           | Länder som gav 12 poäng                            |
| ----- | ----------------------- | -------------------------------------------------- |
| 5     | Bosnien och Hercegovina | Makedonien, Schweiz, Serbien, Slovenien, Österrike |
| 4     | Italien                 | Albanien, Lettland, San Marino, Spanien            |
| 3     | Azerbajdzjan            | Malta, Ryssland, Turkiet                           |
| 3     | Danmark                 | Irland, Island, Nederländerna                      |
| 3     | Georgien                | Litauen, Ukraina, Vitryssland                      |
| 3     | Irland                  | Danmark, Storbritannien, Sverige                   |
| 3     | Ukraina                 | Armenien, Azerbajdzjan, Slovakien                  |
| 2     | Frankrike               | Belgien, Grekland                                  |
| 2     | Litauen                 | Georgien, Polen                                    |
| 2     | Rumänien                | Italien, Moldavien                                 |
| 2     | Slovenien               | Bosnien och Hercegovina, Kroatien                  |
| 2     | Spanien                 | Frankrike, Portugal                                |
| 2     | Sverige                 | Estland, Israel                                    |
| 1     | Finland                 | Norge                                              |
| 1     | Grekland                | Cypern                                             |
| 1     | Island                  | Ungern                                             |
| 1     | Moldavien               | Rumänien                                           |
| 1     | Storbritannien          | Bulgarien                                          |
| 1     | Ungern                  | Finland                                            |
| 1     | Österrike               | Tyskland                                           |

### Finalavlämningsordningen
Under finalkvällen avlade de 43 tävlande länderna sina röster i ordningen nedan. Även de länder som inte tog sig vidare till finalen fick avlägga sina röster. Till skillnad mot tidigare år lottades inte ordningen fram i samband med startordningslottningen den 15 mars. Istället valde EBU att bestämma ordningen efter att ha sett hur juryrösterna lades. Detta för att göra finalen mer spännande och oviss ända fram till sista rösten lagts.
| Nr | Land           | Poängutdelare                  |
| -- | -------------- | ------------------------------ |
| 1  | Ryssland       | Dima Bilan                     |
| 2  | Bulgarien      | Maria Ilieva                   |
| 3  | Nederländerna  | Mandy Huydts                   |
| 4  | Italien        | Raffaella Carrà                |
| 5  | Cypern         | Loukas Hamatsos                |
| 6  | Ukraina        | Ruslana                        |
| 7  | Finland        | Susan Aho                      |
| 8  | Norge          | Nadia Hasnaoui                 |
| 9  | Armenien       | Lusine Tovmasyan               |
| 10 | Makedonien     | Kristina Taleska               |
| 11 | Island         | Ragnhildur Steinunn Jónsdóttir |
| 12 | Slovakien      | Mária Pietrová                 |
| 13 | Storbritannien | Alex Jones                     |
| 14 | Danmark        | Lise Rønne                     |
| 15 | Österrike      | Kati Bellowitsch               |
| 16 | Polen          | Odeta Moro-Figurska            |
| 17 | Sverige        | Danny Saucedo                  |
| 18 | San Marino     | Nicola Della Valle             |
| 19 | Tyskland       | Ina Müller                     |
| 20 | Azerbajdzjan   | Safura Alizadeh                |
| 21 | Slovenien      | Klemen Slakonja                |
| 22 | Turkiet        | Ömer Önder                     |

| Nr | Land                    | Poängutdelare       |
| -- | ----------------------- | ------------------- |
| 23 | Schweiz                 | Cécile Bähler       |
| 24 | Grekland                | Lena Aroni          |
| 25 | Georgien                | Sofia Nizharadze    |
| 26 | Frankrike               | Cyril Féraud        |
| 27 | Serbien                 | Dušica Spasić       |
| 28 | Kroatien                | Nevena Rendeli      |
| 29 | Vitryssland             | Leila Ismailava     |
| 30 | Rumänien                | Malvina Cservenschi |
| 31 | Albanien                | Leon Menkshi        |
| 32 | Malta                   | Kelly Schembri      |
| 33 | Portugal                | Joana Teles         |
| 34 | Ungern                  | Éva Novodomszky     |
| 35 | Litauen                 | Giedrius Masalskis  |
| 36 | Bosnien och Hercegovina | Ivana Vidmar        |
| 37 | Irland                  | Derek Mooney        |
| 38 | Spanien                 | Elena Sánchez       |
| 39 | Israel                  | Ofer Nachshon       |
| 40 | Estland                 | Piret Järvis        |
| 41 | Moldavien               | Geta Burlacu        |
| 42 | Belgien                 | Maureen Louys       |
| 43 | Lettland                | Aisha               |

## Resultattabeller
Efter att finalen avslutades släpptes poäng och placeringar för semifinalisterna. Nedan redovisas uppgifterna för de semifinalister som inte tog sig till finalen efter totalpoäng. Poängen redovisas inom parentes.

26.  Malta (54), semifinal 1 

27.  Armenien (54), semifinal 1 

28.  Belgien (53), semifinal 2 

29.  Slovakien (49), semifinal 2 

30.  Bulgarien (48), semifinal 2 

31.  Turkiet (47), semifinal 1 

32.  Albanien (47), semifinal 1 

33.  Vitryssland (45), semifinal 2 

34.  Kroatien (41), semifinal 1 

35.  Israel (38), semifinal 2 

36.  Makedonien (36), semifinal 2 

37.  San Marino (34), semifinal 1 

38.  Norge (30), semifinal 1 

39.  Lettland (25), semifinal 2 

40.  Portugal (22), semifinal 1 

41.  Polen (18), semifinal 1 

42.  Cypern (16), semifinal 2 

43.  Nederländerna (13), semifinal 2

## Splittrat resultat
Den 26 maj 2011 släppte EBU den officiella listan mellan jury- och telefonrösterna i semifinalerna och finalen. Precis som vid redovisningen år 2010 släppte man endast det fullständiga resultatet och inte vad varje enskilt land gav för poäng. Listorna nedan redovisar totalpoäng som länderna fick i de tre olika lägena (juryröster, telefonröster och kombinerade jury- och telefonröster). 50/50-läget var dock det som avgjorde semifinalerna och finalen. Noterbart är att placeringar och poäng mellan juryn och tittarna varierade oerhört det här året.

### Semifinal 1
Om juryn hade fått bestämma, hade Malta och San Marino gått till final istället för Georgien och Ryssland. Om tittarna hade fått bestämma, hade Armenien, Norge och Turkiet gått till final istället för Litauen, Schweiz och Serbien. Juryn placerade Litauen först och Portugal sist, medan tittarna placerade Grekland först och San Marino sist. I 50/50-läget blev Grekland först (tittarnas val) men Polen sist.
Länder med beige bakgrund gick vidare till finalen i 50/50-läget. Listan redovisar de poäng som länderna fick i de tre olika lägena.
| Nr | Land         | Jury | Tittarna | 50/50 |
| -- | ------------ | ---- | -------- | ----- |
| 1  | Polen        | 13   | 25       | 18    |
| 2  | Norge        | 29   | 56       | 30    |
| 3  | Albanien     | 61   | 42       | 47    |
| 4  | Armenien     | 33   | 75       | 54    |
| 5  | Turkiet      | 58   | 54       | 47    |
| 6  | Serbien      | 102  | 42       | 67    |
| 7  | Ryssland     | 31   | 93       | 64    |
| 8  | Schweiz      | 76   | 45       | 55    |
| 9  | Georgien     | 51   | 90       | 74    |
| 10 | Finland      | 86   | 111      | 103   |
| 11 | Malta        | 84   | 24       | 54    |
| 12 | San Marino   | 74   | 8        | 34    |
| 13 | Kroatien     | 49   | 32       | 41    |
| 14 | Island       | 104  | 79       | 100   |
| 15 | Ungern       | 65   | 73       | 72    |
| 16 | Portugal     | 6    | 39       | 22    |
| 17 | Litauen      | 113  | 52       | 81    |
| 18 | Azerbajdzjan | 109  | 124      | 122   |
| 19 | Grekland     | 74   | 154      | 133   |

### Semifinal 2
Hade juryn fått bestämma, hade Belgien och Slovakien gått till final istället för Bosnien och Hercegovina, och Moldavien. Hade tittarna fått bestämma, hade Vitryssland gått till final istället för Estland. Juryn placerade Slovenien först och Lettland sist, medan tittarna placerade Sverige först och Nederländerna sist. I 50/50-läget blev det tittarnas första- och sistahandsval som fick placera sig först respektive sist. 
Länder med beige bakgrund gick vidare till finalen i 50/50-läget.
| Nr | Land                    | Jury | Tittarna | 50/50 |
| -- | ----------------------- | ---- | -------- | ----- |
| 1  | Bosnien och Hercegovina | 65   | 131      | 109   |
| 2  | Österrike               | 95   | 52       | 69    |
| 3  | Nederländerna           | 22   | 17       | 13    |
| 4  | Belgien                 | 71   | 50       | 53    |
| 5  | Slovakien               | 71   | 40       | 48    |
| 6  | Ukraina                 | 76   | 91       | 81    |
| 7  | Moldavien               | 53   | 61       | 54    |
| 8  | Sverige                 | 99   | 159      | 155   |
| 9  | Cypern                  | 24   | 23       | 16    |
| 10 | Bulgarien               | 59   | 43       | 48    |
| 11 | Makedonien              | 47   | 33       | 36    |
| 12 | Israel                  | 36   | 51       | 38    |
| 13 | Slovenien               | 146  | 68       | 112   |
| 14 | Rumänien                | 85   | 121      | 111   |
| 15 | Estland                 | 83   | 46       | 60    |
| 16 | Vitryssland             | 38   | 54       | 45    |
| 17 | Lettland                | 11   | 43       | 25    |
| 18 | Danmark                 | 129  | 115      | 135   |
| 19 | Irland                  | 66   | 78       | 68    |

### Finalen
I finalen skilde det oerhört mycket hur juryn och tittarna avlade respektive poäng. För första gången sedan 50/50-systemet infördes (år 2009) hade inte juryn och tittarna samma vinnare. Juryn ville ha Italien som vinnare, medan tittarna ville ha Azerbajdzjan som vinnare. Tittarna placerade Italien först på elfte plats. Dessutom skilde det sig mycket mellan juryns och tittarnas topp tioplaceringar. Tittarna ville se bl.a. Grekland, Ukraina, Storbritannien, Bosnien och Hercegovina, Ryssland och Georgien i toppen; länder som juryn ratade. Samtidigt ville juryn se bl.a. Danmark, Slovenien, Österrike, Irland och Serbien i toppen; länder som tittarna ratade. Hos tittarna slutade Schweiz på sista plats med endast två poäng. Istället placerade juryn Ryssland sist. 

Konsekvenserna av jury- och telefonrösternas olikheter gjorde att tittarnas favoriter Bosnien och Hercegovina, Grekland och Georgien, samt juryns favoriter Italien, Danmark och Irland blev topp tio, tillsammans med Azerbajdzjan (markerat med beige bakgrund i tabellen nedan) vann, Italien, Sverige, Ukraina och värdlandet Tyskland. Sveriges tredjeplats är den bästa placeringen landet fått sedan Charlotte Perrelli (då Nilsson) vann ESC år 1999. Hade bara juryn fått bestämma hade det "bara" blivit en 9:e plats för Sverige, men hade bara tittarna fått bestämma hade Sverige bara varit två poäng från att vinna. 

I övrigt skilde det sig ganska mycket mellan de länder som hamnade utanför tiotoppen. Island kom före Litauen i både jury- och tittarrösterna men eftersom omvandlingen från tittarröster och juryröster till 50/50 endast görs på nationell nivå, vilket gjorde att Litauen kom före Island.  

Listan redovisar de poäng som länderna fick i de tre olika lägena.
| Nr | Land                    | Jury | Tittarna | 50/50 |
| -- | ----------------------- | ---- | -------- | ----- |
| 1  | Finland                 | 75   | 47       | 57    |
| 2  | Bosnien och Hercegovina | 90   | 151      | 125   |
| 3  | Danmark                 | 168  | 61       | 134   |
| 4  | Litauen                 | 66   | 55       | 63    |
| 5  | Ungern                  | 60   | 64       | 53    |
| 6  | Irland                  | 119  | 101      | 119   |
| 7  | Sverige                 | 106  | 221      | 185   |
| 8  | Estland                 | 74   | 32       | 44    |
| 9  | Grekland                | 84   | 176      | 120   |
| 10 | Ryssland                | 25   | 138      | 77    |
| 11 | Frankrike               | 90   | 76       | 82    |
| 12 | Italien                 | 251  | 99       | 189   |
| 13 | Schweiz                 | 53   | 2        | 19    |
| 14 | Storbritannien          | 57   | 166      | 100   |
| 15 | Moldavien               | 82   | 98       | 97    |
| 16 | Tyskland                | 104  | 113      | 107   |
| 17 | Rumänien                | 86   | 79       | 77    |
| 18 | Österrike               | 145  | 25       | 64    |
| 19 | Azerbajdzjan            | 182  | 223      | 221   |
| 20 | Slovenien               | 160  | 39       | 96    |
| 21 | Island                  | 72   | 60       | 61    |
| 22 | Spanien                 | 38   | 73       | 50    |
| 23 | Ukraina                 | 117  | 168      | 159   |
| 24 | Serbien                 | 111  | 89       | 85    |
| 25 | Georgien                | 79   | 138      | 110   |

## Kommentatorer
- Albanien – Leon Menkshi
- Australien – Julia Zemiro och Sam Pang
- Azerbajdzjan – Leyla Aliyeva (İctimai Televiziya və Radio Yayımları Şirkəti)
- Belgien – Franska: Jean-Pierre Hautier och Jean-Louis Lahaye (La Une) Nederländska: André Vermeulen och Sven Pichal (één), Michel Follet & Kristien Maes (Radio 2)
- Bosnien och Hercegovina – Dejan Kukrić (BHT1)
- Bulgarien – Elena Rosberg och Georgi Kushvaliev
- Cypern – Melina Karageorgiou (RIK 1)
- Danmark – Ole Tøpholm (DR1)
- Estland – Marko Reikop
- Finland – Finska: Tarja Närhi och Asko Murtomäki (YLE TV2), Sanna Kojo och Jorma Hietamäki (YLE Radio Suomi) Svenska: Eva Frantz och Johan Lindroos (YLE FST5)
- Frankrike – Laurent Boyer och Catherine Lara (France 3
- Georgien – Sopho Altunishvili
- Grekland – Maria Kozakou (NET)])
- Island – Hrafnhildur Halldórsdóttir (RÚV)
- Irland – Marty Whelan (RTÉ One)
- Israel – ?? (First National Channel of Israel), Daniel Pe'er (Kol Yisrael)
- Italien – Raffaella Carrà och Bob Sinclar (Rai 2)

- Kroatien – Duško Čurlić (HRT Television) och Branko Uvodić (Hrvatski Radio II)
- Lettland – Valters Frīdenbergs
- Litauen – Darius Užkuraitis
- Makedonien – Eli Tanaskovska
- Malta – Eileen Montesin
- Moldavien – Marcel Spătari (Moldova 1)
- Nederländerna – Jan Smit och Daniël Dekker (Nederland 1)
- Norge – Olav Viksmo-Slettan (NRK1)
- Polen – Artur Orzech (TVP1)
- Portugal – Sílvia Alberto (RTP1)
- Rumänien – Liana Stanciu och Bogdan Pavlică (TVR1)
- Ryssland – Yana Churikova
- San Marino – Lia Fiorio
- Schweiz – Tyska:Sven Epiney (SF zwei), Franska: Jean-Marc Richard och Henri DèsItalienska: Jonathan Tedesco (RSI La 1)
- Serbien – Duška Vučinić-Lučić (RTS1)
- Slovakien – Roman Bomboš (Dvojka)
- Slovenien – Andrej Hofer
- Spanien – José María Íñigo (La 1)
- Sverige – Edward af Sillén och Hélène Benno (SVT1)
- Storbritannien – Scott Mills och Sara Cox (BBC Three
- Turkiet – Bülend Özveren & Erhan Konuk (TRT 1)
- Tyskland – Steven Gätjen (ProSieben, (semifinal 1) Peter Urban (Das Erste, semifinal 2 och final) Tim Frühling (NDR Radio 2, final)
- Ungern – Gábor Gundel Takács
- Ukraina – Timur Miroshnychenko, Tetjana Terekhova (First National TV Channel)
- Österrike – Andi Knoll (ORF eins), Martin Blumenau & Benny Hörtnagl (Hitradio Ö3)

## Kalender
Nedan redovisas viktiga händelser som sker kring Eurovisionen, men också uttagningsdatum för de tävlande länderna. För uttagningsdatumen är det endast finaler som redovisas.

### 2010

#### Juni
- 30 juni: Tysklands artist valdes.
- 30 juni: EBU flyttade fram Eurovision-veckan en vecka framåt, på grund av tyska cupen i fotboll som äger rum i Tyskland samma kväll som finalen av ESC skulle äga rum.

#### Juli
- 15 juli: Nederländerna presenterade sin artist.
- 27 juli: Österrike meddelade att de återkommer till Eurovisionen år 2011 (efter tre års uppehåll).
- 29 juli: Liechtenstein lämnade in sin ansökan om medlemskap i EBU.

#### Augusti
- 30 augusti: Svante Stockselius meddelade att han skulle avgå som högsta chef för Eurovision Song Contest till årsskiftet 2010/11.

#### September
- 1 september: Från och med detta datum fick varje tävlande land släppa sina tävlande låtar fria för kommersiellt bruk. Bidrag som släpptes tidigare får inte tävla i ESC 2011.
- 10 september: Cypern valde sin artist.

#### Oktober
- 12 oktober: Düsseldorf valdes som värdstad och Esprit Arena som tävlingsarena.

#### November
- 20 november: Svante Stockselius gjorde sin sista Eurovision Song Contest (Junior Eurovision Song Contest) som högsta chef för Eurovisionen.
- 26 november: EBU:s första deadline för tävlande länder att anmäla sig till ESC 2011.

#### December
- 1 december: Bosnien och Hercegovina presenterade sin artist.
- 2 december: Italien meddelade att de återkommer till Eurovisionen år 2011 (efter 13 års uppehåll).
- 8 december: EBU meddelade att Liechtensteins nationella TV-bolag inte fått igenom sin ansökan att bli EBU-medlemmar och får därmed inte deltaga i 2011 års tävling.
- 11 december: Armenien presenterade sin artist.
- 11 december: Schweiz valde bidrag (med artist).
- 12 december: Biljetterna till finalen släpptes.
- 15 december: Biljetterna till finalgenrepet där juryn avlägger sina röster släpptes.
- 16 december: NDR och EBU bekräftade att Anke Engelke, Judith Rakers och Stefan Raab blir programledare för ESC 2011.
- 22 december: San Marino bekräftade att de återkommer till Eurovisionen år 2011 (efter två års uppehåll).
- 25 december: Albanien valde sitt bidrag (med artist).
- 27 december: Ungern meddelade att de återkommer till Eurovisionen år 2011 (efter ett års uppehåll).
- 31 december: Rumänien valde sitt bidrag (med artist).
- 31 december: Turkiet presenterade sin artist.
- 31 december: EBU meddelade/bekräftade deltagarlistan över de länder som kommer deltaga i 2011 års tävling.

### 2011

#### Januari
- 1 januari: Jon Ola Sand tog över posten som högsta chef för Eurovisionen efter Svante Stockselius.
- 7 januari: Slovakien meddelade återigen sitt avhopp från ESC 2011.
- 16 januari: EBU meddelade att Slovakien kommer tävla i ESC 2011.
- 17 januari: Semifinallottningen hölls i Düsseldorf.
- 18 januari: Biljetterna till den första semifinalen började säljas.
- 19 januari: Biljetterna till den andra semifinalen började säljas.
- 20 januari: Cypern presenterade sitt bidrag till sin artist Christos Mylordos.
- 20 januari: Armeniens artist Emma Bedzjanjan meddelade att hon skulle tävla med sin forne artistkollega Mihran.
- 25 januari: Armeniens nationella TV-bolag drog tillbaka påståendet om Mihrans medverkan.
- 30 januari: Nederländerna valde låt till sin artist 3JS.
- 30 januari: Storbritannien presenterade sitt bidrag (med artist).

#### Februari
- 3 februari: San Marino presenterade sin artist.
- 5 februari: Frankrike presenterade sitt bidrag (med artist).
- 11 februari: Azerbajdzjan valde sin artist.
- 11 februari: Irland valde sitt bidrag (med artist).
- 12 februari: Belgien valde sitt bidrag (med artist).
- 12 februari: Finland valde sitt bidrag (med artist).
- 12 februari: Malta valde sitt bidrag (med artist).
- 12 februari: Norge valde sitt bidrag (med artist).
- 12 februari: Island valde sitt bidrag (med artist).
- 14 februari: Polen valde sitt bidrag (med artist).
- 18 februari: Slovakien presenterade sitt bidrag (med artist).
- 18 februari: Spanien valde sitt bidrag (med artist).
- 18 februari: Tyskland valde sitt bidrag till sin artist Lena Meyer-Landrut.
- 19 februari: Georgien valde sitt bidrag (med artist).
- 19 februari: Italien valde sitt bidrag (med artist).
- 21 februari: Bosnien och Hercegovina presenterade sitt bidrag till sin artist Dino Merlin.
- 23 februari: Bulgarien valde sitt bidrag (med artist).
- 24 februari: Litauen valde sitt bidrag (med artist).
- 25 februari: Turkiet presenterade sitt bidrag till sin artist Yüksek Sadakat.
- 25 februari: Österrike valde sitt bidrag (med artist).
- 26 februari: Danmark valde sitt bidrag (med artist).
- 26 februari: Estland valde sitt bidrag (med artist).
- 26 februari: Lettland valde sitt bidrag (med artist).
- 26 februari: Moldavien valde sitt bidrag (med artist).
- 26 februari: Serbien valde sitt bidrag (med artist).
- 26 februari: Ukraina valde sitt bidrag (med artist).
- 27 februari: Makedonien valde sitt bidrag (med artist).
- 27 februari: Slovenien valde sitt bidrag (med artist).
- 28 februari: Cypern släppte sitt bidrag offentligt för allmänheten.
- 28 februari: Vitryssland presenterade sitt bidrag (med artist).
- 28 februari: Ukrainas nationella TV-bolag NTU meddelade att den nationella finalen skulle göras om mellan de som kommit topp tre.

#### Mars
- 2 mars: Grekland valde sitt bidrag (med artist).
- 2 mars: Ukraina nationella TV-bolag NTU meddelade att Mika Newton blir landets representant då både tvåan och trean hoppat av den nya finalen.
- 3 mars: Vitryssland ändrade titel och innehåll i sitt bidrag.
- 4 mars: NTU meddelade att man skickar den låt som vann i originalfinalen, fast att den nu kommer att framföras på engelska istället för ukrainska.
- 5 mars: Armenien valde sitt bidrag till sin artist Emmy.
- 5 mars: Kroatien valde sitt bidrag (med artist).
- 5 mars: Portugal valde sitt bidrag (med artist).
- 5 mars: Ryssland presenterade sitt bidrag (med artist).
- 5 mars: Slovakien släppte sitt bidrag offentligt för allmänheten.
- 5 mars: Nederländernas artist 3JS meddelade att man kommer framföra sin låt på engelska i Düsseldorf.
- 7 mars: Frankrike släppte sitt bidrag offentligt för allmänheten.
- 7 mars: Vitrysslands bidrag blev diskvalificerat då det framkommit att bidraget framförts före 1 september 2010, vilket strider mot EBU:s regelverk.
- 8 mars: Israel valde sitt bidrag (med artist).
- 9 mars: Ungern presenterade sitt bidrag (med artist).
- 11 mars: San Marino presenterade sitt bidrag till sin artist Senit.
- 11 mars: Storbritannien presenterade och släppte sitt bidrag offentligt för allmänheten.
- 12 mars: Ryssland släppte sitt bidrag offentligt för allmänheten.
- 12 mars: Sverige valde sitt bidrag (med artist).
- 12 mars: Vitryssland meddelade sitt nya bidrag till sin artist Anastasija Vinnikava.
- 13 mars: Albanien släppte sitt bidrag offentligt för allmänheten.
- 13 mars: Azerbajdzjan presenterade sitt bidrag till sin artist Eldar Qasımov & Nigar Dzjamal.
- 14 mars: Vitryssland släppte sitt bidrag offentligt för allmänheten.
- 14 mars: Senast denna dag skulle samtliga tävlande länder ha valt artist och bidrag.
- 14-15 mars: Alla 43 länders deltagare samlades i Düsseldorf för lottning, rundvandring i arenan och informationsträff.
- 15 mars: Startordningen för semifinalerna och finalen lottades i Düsseldorf. Finalröstningsordningen lottades dock inte vid detta tillfälle.

#### April
(Observera att alla Inför-programtider gällde endast för Sverige och inte när andra länder sände liknande program.)
- 4 april: Scenen började byggas i Esprit Arena.
- 19 april: Inför Eurovision Song Contest 2011 (1:4)
- 26 april: Inför Eurovision Song Contest 2011 (2:4)
- 30 april: Presscentret öppnades i Düsseldorf.

#### Maj
(Observera att alla Inför-programtider gällde endast för Sverige och inte när andra länder sände liknande program.)
- 1 maj: Repetitionerna startade i Esprit Arena.
- 3 maj: Inför Eurovision Song Contest 2011 (3:4)
- 5 maj: Inför Eurovision Song Contest 2011 (4:4)
- 6 maj: EBU gav den svenska delegationen, som enda land, en extra teknikrepetition på scenen, på grund av tekniska problem vid den första repetitionen.
- 10 maj: Semifinal 1 sändes.
- 12 maj: Semifinal 2 sändes.
- 14 maj: Finalen sändes och vinnaren blev Azerbajdzjan.
- 26 maj: EBU släppte listan över hur jury- respektive telefonrösterna sett ut i semifinalerna och i finalen.